# Koosje van Voorn
Koosje van Voorn   (Groningen, 15 de gener de 1935 - Scheveningen, 5 d'agost de 2018) fou una nedadora neerlandesa, especialista en estil lliure, que va competir durant les dècades de 1940 i 1950.
El 1952 va prendre part en els Jocs Olímpics d'Estiu de Hèlsinki, on va disputar dues proves del programa de natació. Formant equip amb Irma Heijting-Schuhmacher, Marie-Louise Linssen i Hannie Termeulen guanyà la medalla de plata en els 4x100 metres lliures, mentre en els 100 metres lliures quedà eliminada en semifinals.